# 瘦虎肥龍
《瘦虎肥龍》是一部由麥嘉和洪金寶所主演的香港電影，於1990年上演。

## 故事
麥大虎及胖子龍為一對警探孖寳，兩人搗毀了副警務署長的婚禮，好暫時離港以消上司之怒氣。麥大虎及胖子龍再來香港時卻要面對一個販毒集團的危機，頭目還要是太子德及太子榮，兩人只好努力擊敗他們...

## 人物角色
| 演員   | 角色           | 粵語配音 | 關係                               |
| 麥嘉   | 麥小虎（瘦虎） | 朱子聰   | 和胖子龍是警探孖寳                 |
| 洪金寶 | 胖子龍（肥龍） | 林保全   | 和麥大虎是警探孖寳                 |
| 龍銘恩 | 太子德         | 陳 欣    | 販毒首領                           |
| 劉家榮 | 太子榮         | 盧 雄    | 大反派，太子德之兄                 |
| 吳家麗 | 阿麗           | 曾慶珏   | 太子德手下，后反目                 |
| 太保   | 阿不拉         | 馮志輝   | 太子德親信，說出交易內情后被殺死   |
| 倪匡   |                | 倪匡     | 胖子龍爸爸                         |
| 翁慧德 | 高妹           | 翁慧德   | 和麥小虎是情侶關係                 |
| 梅小惠 |                | 梅小惠   | 高妹樓下鄰居                       |
| 胡楓   | 胡幫辦         | 胡楓     | 警務署長，麥大虎、胖子龍上司       |
| 黃一山 |                | 黃一山   | 和太子德交易                       |
| 陳志成 |                | 陳志成   | 被帶到警局的嫌疑犯，被警探孖寳戲弄 |
| 盧雄   | 盧警司         | 盧雄     | 在副警務署長的婚禮上出現           |
| 葉偉信 | 客串           |          |                                    |

## 外部連結
- 開眼電影網上《瘦虎肥龍》的資料（繁體中文）
- 豆瓣电影上《瘦虎肥龍》的資料 （简体中文）
- 时光网上《瘦虎肥龍》的資料（简体中文）
- 爛番茄上《瘦虎肥龍》的資料（英文）
- 香港影庫上《瘦虎肥龍》的資料（繁體中文）